# Río Don (Escocia)
El río Don es un corto río costero de la vertiente del mar del Norte del Reino Unido que discurre por el noreste de Escocia. Con una longitud total de 131 km, nace en los montes Grampianos y fluye hacia el este, por Aberdeenshire, hasta desembocar en el mar del Norte en Aberdeen. El río Don pasa por las localidades de Alford, Kemnay, Inverurie, Kintore y Dyce. Su afluente principal, el río Urie, se le une en la localidad de Inverurie.

## Geografía
El Don nace en la zona de turba de Druim na Feithe y a la sombra del Glen Avon, antes de sumergirse en una morrena glaciar y surgir en Cock Bridge, un lugar pintoresco bajo Delnadamph Lodge, recientemente demolido. Aguas abajo, sus afluentes los arroyos Dhiver, Feith Bhait, Meoir Veannaich, Cock Burn y Allt nan Aighean se combinan para hacer crecer a un todavía embrionario río Don. Las aguas al oeste de Brown Cow Hill drenan en el río Spey, las aguas al norte desembocan en el río Don y las aguas al sur son recibidas por el río Dee. Don sigue una ruta indirecta hacia el este pasando ante el castillo de Corgarff, Strathdon y Alford antes de penetrar en el mar del Norte justo al norte de la ciudad de Aberdeen.
Los tributarios principales del río Don son: Conrie Water, Ernan Water, Water of Carvie, Water of Nochty, Deskry Water, Water of Buchat, Kindy Burn, Mossat Burn, Leochel Burn y el río Urie.
Strathdon atrae a numerosos visitantes para la pesca del salmón y la trucha, así como por sus castillos y su paisaje.

## Historia
El río fue citado ya en el siglo II a. C. por el cosmógrafo alejandrino Ptolomeo como Δηουανα Devona, con el significado de la diosa, una indicación de que el río fue una vez un lugar sagrado. Cerca de Kintore, no lejos del río Don, se encuentra Deers Den, un campamento romano.
En 1750 el tramo inferior del Don fue canalizado hasta el mar, desplazando su desembocadura en el mar hacia el norte.